# El Ouardia

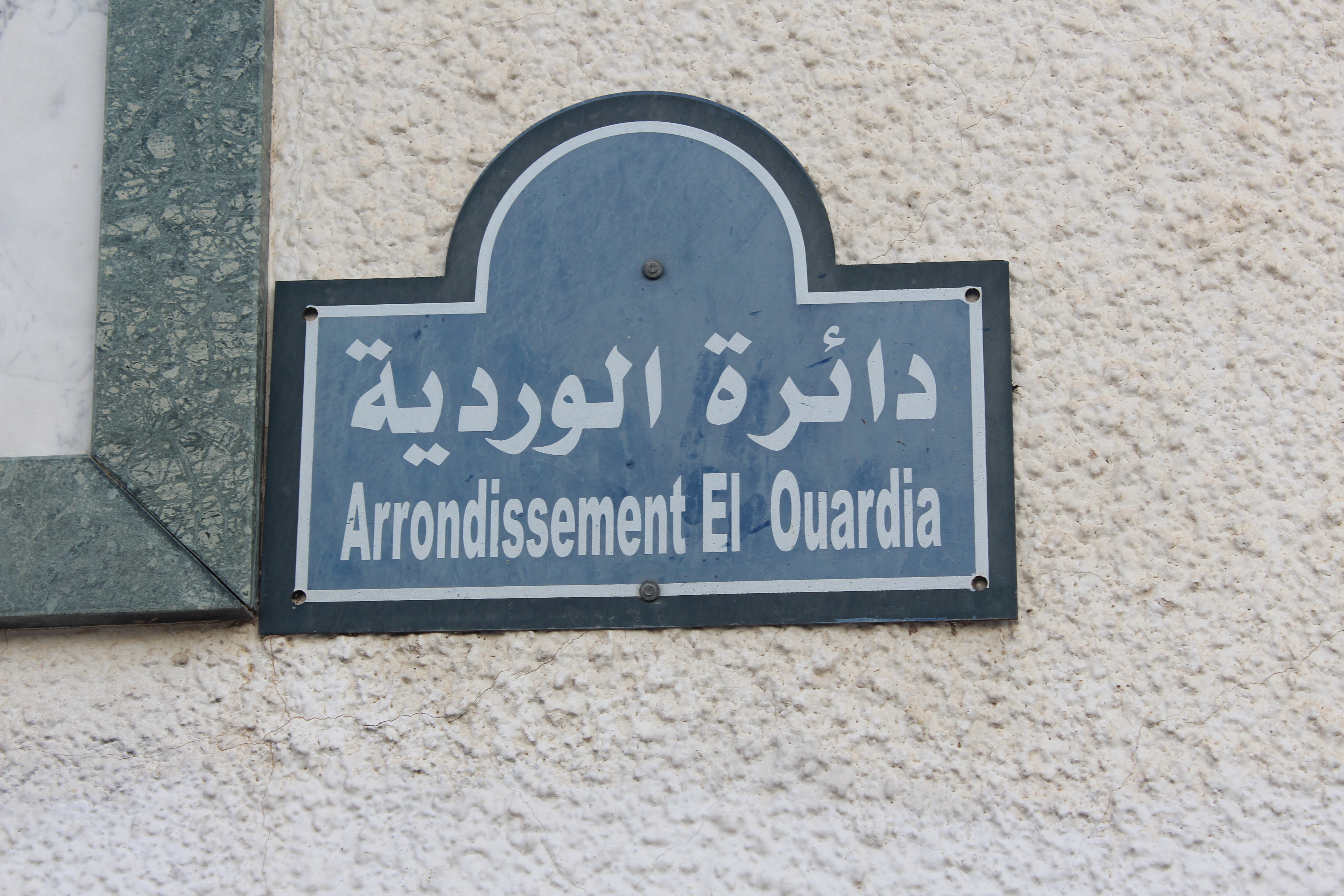
Plaque signalant l'arrondissement d'El Ouardia

El Ouardia (arabe : الوردية) est un quartier du sud de Tunis ainsi qu'un arrondissement municipal appartenant à la capitale de la Tunisie.
Destiné aux classes moyennes, il se situe à proximité d'une dépression, la sebkha Séjoumi, entre El Mourouj et Montfleury, près du monument des martyrs de Séjoumi.
Le quartier abrite 33 734 habitants en 2004. Les lignes de métro 1, 6, 12 et 14 passent par El Ouardia à travers les stations 13 août et Mohamed Ali.